# NGC 7731
NGC 7731 is een balkspiraalstelsel in het sterrenbeeld Vissen. Het hemelobject werd op 27 oktober 1864 ontdekt door de Duitse astronoom Albert Marth.

## Synoniemen
- UGC 12737
- IRAS 23390+0326
- MCG 0-60-34
- KCPG 590A
- ZWG 381.25
- NPM1G +03.0626
- Z 2339.0+0328
- PGC 72128